# Gora Umova
Gora Umova (englische Transkription von russisch Гора Умова Gora Umowa) ist ein Nunatak im ostantarktischen Mac-Robertson-Land. In den Prince Charles Mountains ragt südlich des Massif Drakon auf.
Russische Wissenschaftler benannten ihn. Der Namensgeber ist nicht überliefert.